# Karimganj (Upazila)
Karimganj (en bengali : করিমগঞ্জ) est une upazila du Bangladesh dans le district de Kishoreganj. En 1991, on y dénombrait 237 155 habitants.